# Radio Teocelo
Radio Teocelo (XEYTM-AM) es una estación de radio pública cultural mexicana que transmite en la frecuencia de 1490 kHz operada por la Asociación Veracruzana de Comunicadores Populares, A.C. como una radio permisionada, es decir, sin fines de lucro que se sostiene gracias a donaciones.
Es escuchada en 12 municipios de la zona, (como Xico, Coatepec, Tlaltetela, Cosautlán de Carvajal e Ixhuacán de los Reyes) y actualmente, gracias al internet en otros países. donde hay presencia de veracruzanos.
Es conocida como la primera radio comunitaria en México y una de las dos presentes en su estado junto con la de Huayacocotla.

## Antecedentes
Creada en septiembre del año 1965 con la idea de crear un medio libre de prejuicios en donde tanto hombres como mujeres, jóvenes y adultos tuvieran la posibilidad de observar el crecimiento de su núcleo local, sin la intervención del gobierno (o partidos políticos).
Aunque en el año 1998 la Secretaría de Comunicaciones y Transporte  intentó cerrar la radiodifusora debido a conflictos de carácter interno y de supuesto "papeleo"  sobrevivió por las constantes protestas de  campesinos que pedían reabrir la estación.

## Reconocimientos y premios
Ganó el Premio Nacional de Periodismo 2003 en la categoría Orientación y Servicio a la Sociedad por el programa Cabildo Abierto, como un ejercicio de gobierno abierto y participativo, de transparencia, rendición de cuentas y contraloría social. Un programa de difícil realización desde una radio privada y comercial.
En 2021, en la Decimotercera Bienal Internacional de Radio, recibió un reconocimiento “Por su invaluable aportación a la educación, la cultura, el periodismo ético y el impulso al trabajo comunitario en beneficio de la sociedad”. La distinción fue recibida por Mariana Riveros Pozos, directora de este medio, en el Centro Cultural Los Pinos.